# RosAeroSystems

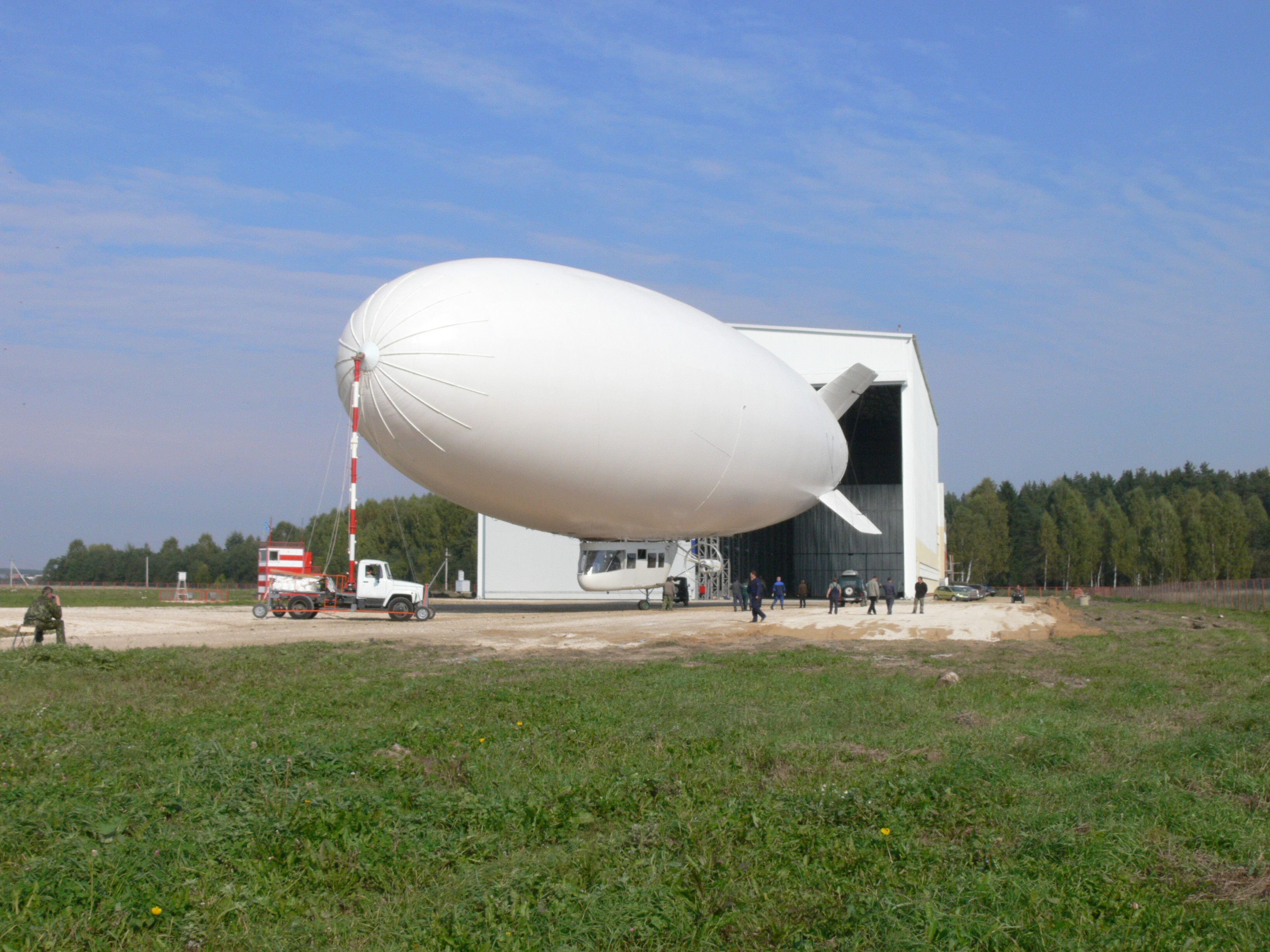
AU-30

RosAeroSystems (russisch РосАэроСистемы) wurde 1997 als Tochterunternehmen des AUGUR Aeronautical Centre gegründet. Sie beschäftigt sich mit der Leichter-als-Luft-Technologie und verfügt über ein Konstruktionsbüro, eine Hüllenfertigung und umfangreiche Prüfeinrichtungen.

## Das Unternehmen
Das Unternehmen kann aufgrund seiner Herkunft auf die Erkenntnisse und die technischen und intellektuellen Ressourcen der russischen Luftfahrt- und Verteidigungsindustrie auf nationalem und internationalem Gebiet zurückgreifen. Zu den Partnern zählen unter anderem:
- Lawotschkin-Konstruktionsbüro
- Babakin Space Centre
- Moskauer Staatliches Luftfahrtinstitut
- Zentrales Aerohydrodynamisches Institut (ZAGI)

Das Unternehmen setzt dabei auf einen heimischen Markt, auf dem Bedarf für Luftschiffe und Aerostaten vor allem in Nordrussland und Sibirien besteht. RosAeroSystem liefert jedoch auch mit wachsenden Absatzzahlen in alle Welt. Für den internationalen Vertrieb wurde 2002 in den USA die Tochtergesellschaft RosAeroSystems International, Ltd gegründet.
Ziel der Unternehmensstrategie ist der Aufbau einer leistungsfähigen Luftschiffindustrie, die in der Lage ist, große Luftschiff- und Aerostat-Projekte zu erarbeiten und durchzuführen. Die Strategie sieht dazu einen allmählichen Ausbau der Erfahrungen, Verbesserung der Technologie und die Entwicklung neuer Einrichtungen vor, bevor mit der Konstruktion und dem Bau großer Transportluftschiffe begonnen werden kann. Die ersten Schritte sind unter anderem der Bau eines zweisitzigen Luftschiffs, danach ist ein 3-Tonnen-Luftschiff geplant.
Zurzeit (2005) können Hüllen bis zu 50.000 Kubikmetern gefertigt werden. Die Einzelteile werden auf eigenen computergesteuerten Schneidemaschinen zugeschnitten und anschließend verschweißt. Die Hüllenstoffe selbst werden auf dem internationalen Markt eingekauft. Eine Hülle wurde beispielsweise für das französische Luftschiffprojekt Voliris 900 gefertigt.

## Luftschiffe

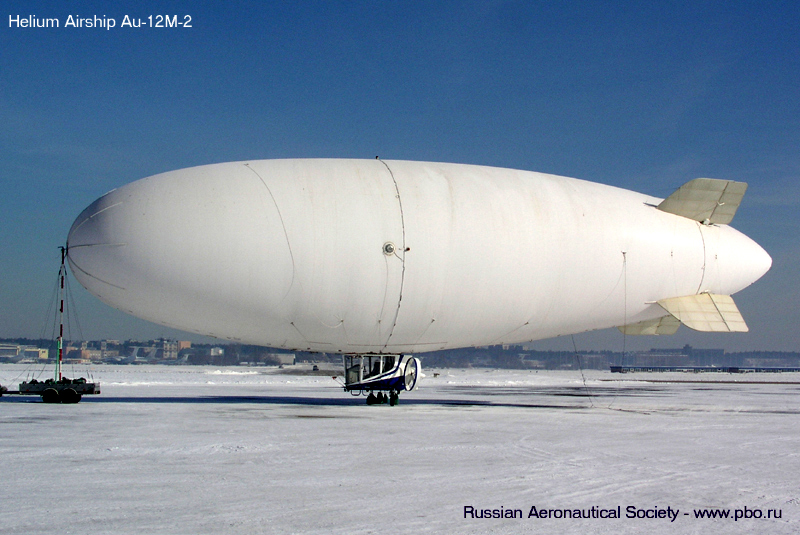
Au-12m

### Gebaute Luftschiffe
- AV-1R – zweisitziges Heißluft-Luftschiff
- Au-11 – einsitziges Prallluftschiff
- Au-12m – zweisitziges Prallluftschiff
- Au-30 – Prallluftschiff mit etwa 5000 m³, FAI-Weltrekord über längste Strecke mit 626 km am 14. August 2008[1]
- elektrische ferngesteuerte Luftschiffe:
  - RD-1,5 mit 9 Kubikmetern (innerhalb von Gebäuden)
  - RD-2 mit 17 Kubikmetern (inner- und außerhalb von Gebäuden)
  - RD 2,5 mit 24 Kubikmetern (vorzugsweise außerhalb von Gebäuden)

### Luftschiff-Projekte
- DPD-5000 – Langstrecken-Überwachungsluftschiff mit 50.000 m³ (Kielluftschiff)
- MD-900 – Transportluftschiff mit Container-Wechselsystem und rund 9000 m³ (halbstarr)

## Ballons/Aerostate
- „AeroLift“ – Fesselballon als Aussichtsplattform z. B. für Touristen ähnlich dem HiFlyer
- Au-17 (440 m³) und Au-27 „Luchs“ (450 m³) – Fesselballons z. B. zu Luftbildaufnahmen, Kommunikation, Überwachung
- AU-21 „Puma“ – Radar-Luftüberwachungsaerostat
- DAG-2M – Fesselballon zum Training von Fallschirmabsprüngen
- Ballons nach Kundenwünschen